# يوسف مويال
يوسف "باي" مويال (1843 - 7 أغسطس 1914) تاجر وأحد زعماء المجتمع في مستوطنة يافا اليهودية، وكان مسؤولاً عن الاستيلاء على الأراضي في منطقة تل أبيب الحالية، بما في ذلك حي محانيه يوسف المسمى باسمه. شارك في بناء برج الساعة وساحة الساعة في يافا.

## حياته
ولد يوسف مويال في الرباط بالمغرب عام 1843. والده هو أهارون مويال، تاجر ثري وأحد زعماء اليهود في الرباط، وأمه سعادة أميل. تلقى يوسف تعليمًا تقليديًا في مدرسة تلمود توراة ومدرسة يشيفا الدينيتين في الرباط، وتعلم كذلك في اللغات الأجنبية. في عام 1860، باعت العائلة ممتلكاتها في المغرب وهاجرت إلى فلسطين. وبعد ثلاث سنوات من العيش في حيفا، استقرت العائلة أخيراً في يافا واشترت عدداً من المحلات التجارية والمنازل.
تزوج يوسف من سمحا، ابنة الحاخام موشيه باردو، كبير حاخامات الإسكندرية.
بعد وفاة والده، ورث ثروة العائلة وأدارها بنجاح، وعمل في تجارة الزيت والحبوب. كان الأبرز بين زعماء الطائفة الغربية (لقب ليهود المغرب العربي) في يافا، والتي كانت تضم في ذلك الوقت معظم يهود المدينة، كما كان من أبرز الشخصيات في يافا بين اليهود وغير اليهود. احتفظ بعلاقات جيدة مع السلطات العثمانية ومع ممثلي القوى الأجنبية. وفي عام 1884 عُيَّن نائباً لقنصل إسبانيا في يافا، وربما كان من أوائل اليهود الذين شغلوا هذا النوع من المناصب في الحكومة الإسبانية منذ طردهم من إسبانيا. وقد تلقى من الحكومة الإسبانية أوسمة "كارلوس الثالث" و "إيزابيلا كاثوليكا الشرفية، وربما كان أيضًا أول اليهود الذين حصلوا على هذه الأوسمة.
بعد تركه خدمة إسبانيا، عُيَّن قنصلاً لبلاد فارس في يافا، ومنحته الدولة العثمانية لقب "بك" ووسام الشرف "النيشان المجيدي" من الدرجة الثالثة.
استخدم علاقاته الجيدة مع الحكومة للتدخل لصالح الهجرة اليهودية إلى فلسطين. أسس كنيسًا وشرع في بناء العديد من المباني والمؤسسات في يافا، بما في ذلك ميدان هاشعون وبرج ساعة يافا. كان مسؤولاً مع أهارون شالوش وحاييم أمزلاغ عن الاستيلاء على العديد من الأراضي في منطقة تل أبيب الحالية، بما في ذلك أحياء نفي تسدك ونفي شالوم وجزء من محانيه يهودا وحي أهارون. وكان هو وحده مسؤولاً عن شراء أراضي حيي محانيه إسرائيل ومحانيه يوسف (الذي سمي باسمه) وكذلك جزء من حي كرم هتيمانيم.
توفي في يافا في 7 أغسطس 1914.
لديه أربعة أبناء من زوجته الأولى، منهم شمعون مويال دفيد مويال ومسعودة وسلطانة. بعد وفاة زوجته الأولى، تزوج من راشيل وناس، وأنجبا خمسة أبناء آخرين: نسيم، وأبراهام، وآرون، وموشيه، وإستير. كان له ثلاثة إخوة من بينهم أبراهام مويال ممثل منظمة أحباء صهيون في فلسطين.